# Paraplecta minutissima
Paraplecta minutissima är en kackerlacksart som först beskrevs av Robert Walter Campbell Shelford 1908.  Paraplecta minutissima ingår i släktet Paraplecta och familjen jättekackerlackor. Inga underarter finns listade i Catalogue of Life.